# Øssur Mohr
Øssur Mohr, född 1961 i Fuglafjørður, är en färöisk konstnär, känd för sina abstrakta färöiska landskapsbilder, målat i kraftiga färger och breda penseldrag. Mohr har haft utställningar sedan 1991. Hans utställningar finns främst i Danmark, på Färöarna, i Tyskland samt i Nederländerna.
Förutom konsten är han även förman i det lokala simsällskapet Fuglafjarðar Svimjifelag.